# Erinaceus roumanicus
Erinaceus roumanicus är en däggdjursart som beskrevs av Barrett-hamilton 1900. Erinaceus roumanicus ingår i släktet Erinaceus, och familjen igelkottdjur. IUCN kategoriserar arten globalt som livskraftig. Arten behandlades tidigare som underart till Erinaceus europaeus.
Arten förekommer i Centraleuropa och östra Sibirien och delas in i fem underarter:
- E. r. bolkayi
- E. r. drozdovskii
- E. r. nesiotes
- E. r. pallidus
- E. r. roumanicus